# Jørn Pedersen (Venstre)
 Der er flere personer med dette navn, se Jørn Pedersen.
Jørn Pedersen (født 18. april 1968 i Sønder Stenderup) er en tidligere dansk politiker, der fra 2010 - 2021 var borgmester i Kolding. Han var medlem af byrådet fra 2005 - 2021, valgt for Venstre. Efter byrådsvalget i 2009 indgik Venstre, Dansk Folkeparti, Det Konservative Folkeparti og Det Radikale Venstre en konstitueringsaftale.

## Politik og erhverv
Jørn Pedersen har fuldført forskellige uddannelser, bl.a. retorik, voksenpædagogik, virksomhedsøkonomi og erhvervsret og har en diplomuddannelse i ledelse. Desuden har han arbejdet som kontaktchef hos Incite og været centerchef ved Kolding Storcenter.
Liste over udvalgte tidligere politiske poster:
- Formand for Økonomiudvalget
- Formand for Beredskabskommisionen
- Kredsrådet for Sydøstjyllands Politikreds
- Formand for den kommunale valgbestyrelse
- Bestyrelsesmedlem i Kolding Erhvervsråd
- Repræsentantskabet for Syddansk Universitet
- Bestyrelsen for Kolding Handelsråd
- Bestyrelsen for Trekant Områdets Affaldsselskab
- Formand for Trekantområde Danmark
- Medlem af hjemmeværnets distriktsudvalg

## Private forhold
Han er født i Hanstholm, opvokset i Sønder Stenderup, boet 10 år i Kolding, men er nu bosiddende i Vester Nebel, med sin kone Ellen og har 3 børn. Han har modtaget Dronningens fortjenstmedalje, Ridderkorset og det frivillige beredskabs fortjensmedalje.
Liste over job og private tillidshverv:
- Udviklingsdirektør i Vision Estate
- Selvstændig forretningsudvikling Vision Estate
- Formand for Erhvervsakademi Kolding
- Formand for CCTV Nordic A/S
- Næstformand i Erhvervsklubben Kolding, Handel & Håndværk
- Bestyrelsesmedlem i Kolding & Omegns Biavlerforening
- Bestyrelsesmedlem i Slotssøbadet
- Bestyrelsesmedlem i Blue Kolding
- Bestyrelsesmedlem i Danva
- Medlem af VL-gruppe 30